# 已棄用和非標準的國際音標符號
國際音標有許多已棄用和非標準的符號。在國際音標的歷史中，有一些代表某個音位的字符被修改或完全替換。一個例子是用⟨ɷ⟩來表達現行標準的[ʊ]。許多表示次要發音的符號已經停用，原因在於這些發音可以用表音符號表達：其中一個例子是用ʮ來代表z̩ʷ。此外，不常用的清內爆音系列ƥ ƭ ƈ ƙ ʠ也棄用。
除此之外，還有一些為國際音標中沒有特定字符的音位添加新字符的例子。研究近代漢語音系的學者會用⟨ɿ⟩來表達「字」的韻母，在國際音標裡可以描述為[ɨ]、[ɹ̩]、[z̩]或[ɯ]。（參見現代標準漢語音系條目的元音和音節輔音部分。 ）
還有一些來自當地傳統的未支持符號，用於通常使用標準國際音標的出版物中。其中諸如ƛ的擦音和許多美式音標尤為常見。
雖然國際音標本身沒有一套大寫字母（形似於大寫字母的其實是小型大寫字母），但是許多語言將一些國際音標符號作採用為正寫法的一部分，在這種情況下它們會給這些字母發明大寫變體。這種情況在非洲特別常見，例如多哥北部的卡比耶語的Ɔ Ɛ Ŋ Ɣ。其他有Unicode支持的偽國際音標大寫字母有Ɓ/Ƃ Ƈ Ɗ/Ƌ Ə/Ǝ Ɠ Ħ Ɯ Ɲ Ɵ Ʃ（ʃ的大寫） Ʈ Ʊ Ʋ Ʒ。（參見國際音標大小寫變體。）
大寫字母也會用作語音組合法描述中的通配符號：C=輔音，V=元音等等。
下列不包含國際音標的常用擴展符號，例如使用兩個相同的符號以加強它的語音特徵（[aːː]是特長的[a] ， [ˈˈa]的重音更強， [kʰʰ]是有強送氣的[k]，而[a˞˞]是有強捲舌的[a]），也不包括代表較輕微特徵的上標（ [ᵑɡ]是稍微前鼻音化的[ɡ]，[ᵗs]是稍微塞擦音化的[s]，而[ᵊ]是插音[ə]）。星號，例如韓語中強塞音的[k*]等，在國際音標中通常表示它沒有音位或特徵符號。
有關在1932年棄用的符號和特徵，請參見國際音標歷史。
| 符號或例子                        | 名稱                                                     | 意思                             | 標準國際音標 | 備註 |
| --------------------------------- | -------------------------------------------------------- | -------------------------------- | --- | --- |
| ?                                 | 問號                                                     | 聲門塞音                         | ʔ | 打字機替代符 |
| 7                                 | 數字七                                                   | 聲門塞音                         | ʔ | 打字機替代符 |
| ƍ                                 | 180度旋轉的小寫delta                                     | 濁「唇化」齒齦或齒擦音           | ðʷ, zʷ, z͎ | 用作紹納語和有關語言中的濁口哨噝音ɀ |
| σ                                 | 小寫sigma                                                | 清「唇化」齒齦或齒擦音           | θʷ, sʷ, s͎ | 用作紹納語和有關語言中的濁口哨噝音ɀ |
| ƺ                                 | 有尾巴的ezh                                              | 唇化濁齒齦後擦音                 | ʒʷ, ʑᶣ | 在契維語裡用作前元音前的"w"。也可以用作稍微圓唇的英語/ʒ/。 |
| ƪ                                 | 有上方圓圈的上下顛倒的esh                                | 唇化清齒齦後擦音                 | ʃʷ, ɕᶣ | 在契維語裡用作前元音前的"hw"。也可以用作稍微圓唇的英語/ʃ/。 |
| ƻ                                 | 有橫槓的數字二                                           | 濁齒齦塞擦音                     | d͡z | 於1976年撤回 |
| ƾ                                 | 180度旋轉的會厭塞音（實際上是豎向的ts合字）              | 清齒齦塞擦音                     | t͡s | 於1976年撤回 |
| ƞ                                 | 右腿長的n（拉丁eta，跟希臘小寫字母eta（η）非常相似）     | 音拍（「音節」）鼻音             | m, n, ŋ | 在日語裡用作音拍鼻音/N/。於1976年撤回 |
| ᶀ ᶁ ᶂ ᶃ ᶄ ᶅ ᶆ ᶇ ᶈ ᶉ ᶊ ᶋ ƫ ᶌ ᶍ ᶎ ʒ̡ | 有左鉤的字母                                             | 腭化                             | bʲ dʲ fʲ ɡ̟ k̟ lʲ mʲ nʲ pʲ rʲ sʲ ʃʲ tʲ vʲ x̟ zʲ | 在諸如俄語的斯拉夫語族語言裡常用於標音。於1989年被取代 |
|                                   | 有兩個圓圈的g                                            | 濁軟腭擦音                       | ɣ | 從1895年到1900年使用。1895年之前使用[q]來代表這個輔音，1900年後則是[ǥ]。 |
| 濁軟腭塞音                        | 有兩個圓圈的g                                            | ɡ                                | 標準Unicode基本拉丁/ASCII小寫 g (U+0067) 的字形可能會有兩個圓圈。國際音標更常用的單圓圈g (U+0261)在Unicode的國際音標擴展區段裡。之前有一些提議，建議將雙圓圈的g用作[ɡ]，將單圓圈的g用作[ᶃ] (ɡ̟)，但是這個區別從未普遍起來。 | |
|                                   | 有粗線的單圓圈的g                                        | 濁軟腭擦音                       | ɣ | 於1900年代替雙圓圈的g，1928年至1930年期間被gamma [ɣ] 取代。在一些字體裡，字符g可能不只有一個圓圈。 |
| k̫ etc.                            | 下標w                                                    | 唇化                             | kʷ etc. | 如果是[ɡ]和[ŋ]等有降部的字符，附加符號可能會出現在上面。 於1989年被取代 |
| ʓ                                 | 有圓圈尾巴的ezh                                          | 濁齦腭（腭音化）擦音             | ʒʲ | 不規則，不使用有尾巴的⟨ʒ⟩。於1989年撤回 |
| ʆ                                 | 有圓圈尾巴的esh                                          | 清齦腭（腭音化）擦音             | ʃʲ | 不規則，不使用有尾巴的⟨ʃ⟩。曾用作俄語的щ（現為⟨ɕ⟩）。於1989年撤回 |
| ȵ, ȡ, ȶ                           | 有圓圈尾巴的n、d和t                                      | 齦腭音                           | n̠ʲ, d̠ʲ t̠ʲ | 部分漢學家使用。 |
| ř                                 | 有抑揚符的r                                              | 濁抬齒齦顫音                     | r̝ | 用作捷克語和有關語言的ř。1909年使用⟨ř⟩，於1949年被⟨ɼ⟩代替。於1989年撤回 |
| ɼ                                 | 長腿r                                                    | 濁抬齒齦顫音                     | r̝ | 用作捷克語和有關語言的ř。1909年使用⟨ř⟩，於1949年被⟨ɼ⟩代替。於1989年撤回 |
| λ                                 | lambda                                                   | 濁齒齦邊塞擦音                   | d͡ɮ | 美國語言學家使用 |
| ƛ                                 | 有橫槓的lambda                                           | 清齒齦邊塞擦音                   | t͡ɬ | 美國語言學家使用 |
| ł                                 | 有粗線的的小寫L                                          | 清齒齦邊擦音                     | ɬ | 美國語言學家使用 |
| š č ž                             | 有抑揚符的s c z                                          | 齒齦後音                         | ʃ t͡ʃ ʒ; ʂ tʂ ʐ | 美國語言學家、烏拉語系學者、閃米特語系學者和斯拉夫語族學者使用 |
| ǰ, ǧ, ǯ                           | 有抑揚符的j、g、ezh                                      | 濁腭齦塞擦音                     | d͡ʒ | 美國語言學家、斯拉夫語族學者等人使用 |
| ẋ                                 | 有點的x                                                  | 清小舌擦音                       | χ | 美國語言學家使用 |
|                                   | 小型gamma                                                | 半閉後不圓唇元音                 | ɤ | 在1989年拒絕; Unicode的LATIN SMALL LETTER RAMS HORN (U+0264)可以代表這兩個字形。 |
| ρ                                 | 希臘rho                                                  | 雙唇顫音                         | ʙ | 正式採用一個字符前普遍使用 |
| ᵻ / ᵿ                             | 有橫槓的小型大寫I/upsilon                                | 次閉央不圓唇/圓唇元音            | ɨ̞ / ʉ̞, ɪ̈ / ʊ̈ | 牛津英語詞典和其他詞典使用 |
| ʚ                                 | 閉合epsilon                                              | 半開前圓唇元音                   | œ | 重複符號（從1904年到1920年代） |
| ʚ                                 | 閉合epsilon                                              | 半開央圓唇元音                   | ɞ | 於1996被取代 |
| ɷ                                 | 閉合omega                                                | 次閉後圓唇元音                   | ʊ | 使用已久的重複符號。於1989年拒絕 |
| ω                                 | omega                                                    | 閉後不圓唇元音                   | ʊ̜ or ɯ̽ | Bloch和Trager (1942)將它用作[ɒ̝]。 |
| ɩ                                 | 小寫iota                                                 | 次閉前不圓唇元音                 | ɪ | 使用已久的重複符號。於1989年拒絕 |
| ı                                 | 沒有點的小寫i                                            | 次閉前不圓唇元音                 | ɪ | 錯誤或打字替代符，或被美國語言學家使用。 |
| ȹ ȸ                               |                                                          | 清唇齒塞音和濁唇齒塞音           | p̪ b̪ | 非洲學者使用。 |
| ∅或Ø                              | 有劃線的0或有劃線的大寫O                                 | 零聲母                           | | 通常用在音系學來代表「無音值」。但是，在漢語語言學裡，部分學者將它視為一個「弱」 聲門塞音，或是跟以元音開始的音節的「第一輔音」的音值相似的東西（如「天安门」（Tiān'ānmén）的"ān")，而這個看法可以跟諺文的ㅇ（ieung）有關聯。∅有可能會跟半閉前圓唇元音 [ø]混淆。 |
| ƥ ƭ ƈ ƙ ʠ                         | 有上方鉤的P、T、C、K、Q                                  | 清內爆音                         | ɓ̥ ɗ̥ ʄ̊ ɠ̊ ʛ̊ | 於1993年撤回]]。 |
| ʇ                                 | 上下顛倒的T                                              | 齒搭嘴音                         | ǀ | 於1989年被取代。 |
| ʗ                                 | 伸長C                                                    | 齒齦搭嘴音                       | ǃ | 於1989年被取代。 |
| ʖ                                 | 上下顛倒的聲門塞音                                       | 齒齦邊搭嘴音                     | ǁ | 於1989年被取代。 |
| ʞ                                 | 180度旋轉的K                                             | 硬腭搭嘴音                       | | 提議字符，於1970年撤回。調音被判為不可能，但後來被重新分析後發現它是一個副語言特徵。多年間用作extIPA的清硬腭舌背塞音（voiceless velodorsal stop）。 |
| ȣ                                 | ou                                                       | 半閉後不圓唇元音或濁軟腭擦音     | ɤ或ɣ | 兩個情況下都是錯誤 |
| ʀ或R                              | 小型大寫R或大寫R                                         | 長元音或延長音拍N                | ː | 日本學家使用。這個符號代表音位上的長元音（例如/aʀ/)或/aR/），很少情況下代表延長音拍N。在日語假名下有許多不同的寫法：長音符（ー）以及其他。 |
| я                                 | 左右翻轉的小型大寫R或西里爾ya                            | 濁咽顫音                         | ʀ̠或ʢ | 不常用。 |
| ɿ                                 | 左右反轉的魚鉤R或上下顛倒的iota                          | 音節齒齒齦近音                   | ɹ̩ | 漢學家和研究宮古語音系的日本學家使用。 |
| ʅ                                 | 低左右翻轉的esh（實際上是有捲舌尾巴的ɿ）                 | 音節捲舌近音                     | ɻ̍ | 漢學家使用。見漢語元音 |
| ʮ                                 | 有魚鉤的180旋轉的h                                       | 唇音化音節齒齒齦近音             | ɹ̩ʷ | 漢學家使用。 |
| ʯ                                 | 有魚鉤和尾巴的180旋轉的h                                 | 唇音化音節捲舌近音               | ɻ̍ʷ | 漢學家使用。 |
| ᴀ                                 | 小型大寫A                                                | 開央元音                         | ä, a̠, ɑ̈, ɑ̟, ɐ̞ | 漢學家使用。 |
| ᴇ                                 | 小型大寫E                                                | 中前不圆唇元音                   | e̞, ɛ̝ | Bloch &amp; Trager (1942)。漢學家和部分朝鮮半島學家使用。 |
| ⱻ                                 | 小型大寫180度旋轉的E                                     | 半閉次後不圓唇元音               | ɤ̘ | 部分研究慶尚方言的朝鮮半島學家使用。慶尚方言中，/ʌ/ (RR eo，諺文 ㅓ）和/ɯ/ (RR eu，諺文 ㅡ)之間沒有音位差別。 |
| ω                                 | omega                                                    | 中後圓唇元音                     | o̞, ɔ̝ | Bloch &amp; Trager (1942) |
| ᴜ                                 | 小型大寫U                                                | 次閉次後圓唇元音                 | ʊ, ʊ̹ | 美國語言學符號 |
| G R Œ等                           | 大寫字母                                                 |                                  | ɢ ʀ ɶ等 | 形似小型大写字母的符號的大寫字母 |
| q                                 | 小型大寫Q                                                | 会厌塞音                         | ʡ | 臺灣南島語的會厭塞音的提議字符。 |
| q                                 | 小型大寫Q                                                | 促音                             | | 日本學家使用。這是促音的音位符號，在日語假名下寫作平假名「っ」和片假名「ッ」。 |
| Q                                 | 大寫Q                                                    | 促音                             | | 日本學家使用。這是促音的音位符號，在日語假名下寫作平假名「っ」和片假名「ッ」。 |
| ꞎ 𝼆 𝼄                             | 有帶                                                     | 清邊擦音（捲舌、硬腭和軟腭）     | ɭ̥˔ ʎ̥˔ ʟ̥˔ | 目前位於extIPA |
| 𝼈                                 |                                                          | 捲舌邊閃音                       | ɭ̆ | |
| ɑ̣等                               | 下方點                                                   | （「捲舌」或日化元音）           | ɑ˞等 | |
| ȡ ȶ ȵ ȴ等， d̂ t̂ n̂ l̂等             | 圓圈或揚抑符                                             | 齦腭音                           | d̠ʲ t̠ʲ n̠ʲ l̠ʲ等 | 漢學家使用 |
| k'等                              |                                                          | 無聲除阻                         | k̚等 | 撤回 |
| K P T等                           | 大寫字母（不是小型大写字母）                             | 強輔音                           | k͈ p͈ t͈等 | 部分朝鮮半島學家使用 |
| ɔ̗ / ɔ̖等                           |                                                          | 低音上升/下降聲調輪廓            | | 在區別多個上升或下降聲調的語言裡。 |
| k‘ t‘, kʻ tʻ                      | 左引號或左右翻轉的逗號                                   | 「弱」（有時「正常」）送氣       | k t（有時kʰ tʰ） | 第一個符號可以是左單引號 (U+2018) 或是修飾符號撇號 (U+02BC)，第二個符號可以是左單高逆轉-9引號 (U+201B) 或是修飾符號逆轉逗號 (U+02BD) |
| ʦ ʣ ʧ ʤ等                         | 合字                                                     | 塞擦音                           | ts dz tʃ dʒ等，t͡s d͡z t͡ʃ d͡ʒ等 | 原先是可接受的變體字 |
| p′等                              | 角分符号                                                 | 腭音化                           | pʲ等 | 在爱尔兰语音系下為傳統 |
| *                                 | 星號                                                     | 句法輔音延長                     | 無 | 部分意大利語詞典中使用 |
| ˹                                 | 開角                                                     | 除阻                             | 無 | 國際音標號碼490 |
| c或ȼ                              | t͡s                                                       | 美國語言學家的記法               | | |
| ʒ                                 | d͡z                                                       | 美國語言學符號                   | | |
| y                                 | j                                                        | 美國語言學符號                   | | |
| ä                                 | ɛ或æ                                                     | 烏拉語系語言學符號               | | |
| ö                                 | ø                                                        | 美國語言學和烏拉語系語言學符號   | | |
| ü                                 | y                                                        | 美國語言學和烏拉語系語言學符號   | | |
| k’等                              | 部分朝鮮半島學家用這個來代表強輔音，相當於上面的⟨k*⟩等。 |                                  | | |
| ◌⸋                                | 正方形                                                   | 未除阻                           | ◌̚ | 如果國際音標的◌̚有可能跟日語高低音調系統中表示音調改變的角形混淆，則可以使用這個 |
| ˉ◌, ˗◌, ˍ◌                        | 高、中、低聲調或語調                                     | 被取代                           | ⟨◌⟩可以是任何字符 | |
| ˭◌, ₌◌                            | 非常高和非常低聲調或語調                                 | 被取代                           | | |
| ˋ◌, ˴◌, ˎ◌                        | 降調或高降調、中降調和低降調聲調或語調                   | 被取代                           | | |
| ˊ◌, ˏ◌                            | （高）升調和低升調聲調或語調                             | 被取代                           | | |
| ˇ◌, ˬ◌                            | （高）降升調和低降升調聲調或語調                         | 被取代                           | | |
| ˆ◌                                | 升降調聲調或語調                                         | 被取代                           | | |
| ˙◌, ·◌, .◌                        | 有高、中、低音高的無聲調音節                             | 被取代                           | | |
| ◌́, ◌̂, ◌̀, ◌̆                        | 尖音符、揚抑符、重音符、短音符                           | 主重音、弱主重音、次重音和無重音 | ˈ◌、（無國際音標符號）、ˌ◌、◌ | 部分英語語音學家和音系學家會使用尖音符和重音符做主重音和次重音符號。一些語言學家會將揚抑符用作合成詞的弱主重音，將短音符用作無重音。這些符號也會用在英語拼寫上，例如"élĕvàtŏr ôpěràtŏr"。                                                                        |
| ◌̩, ◌̍                              | 下方或上方縱線                                           | 音拍                             | | 音節聲音]]，但是日本學家會將它們用作音拍N的語音變體（鼻音元音除外）（[n̩, ɴ̩, ŋ̍（或 ŋ̩）, m̩]）。 |
| 附加符號（ ̄， ́， ̌， ̀）            |                                                          | 漢語變體的聲調                   | 聲調或聲調字母的標準國際音標附加符號 | 漢學家使用諸如汉语拼音的羅馬化系統的聲調符號，繞過標準國際音標規範。 |

下表列出寬式表音下國際音標符號的意思擴大的例子。
| c         | t͡ʃ、t͡ɕ或有時 t͡s。 |
| ɟ         | d͡ʒ或d͡ʑ. |
| r         | 常用作任何r音（包括日化元音），尤其是在音位標音中。                                                                    |
| a         | 在印刷時，當a和ɑ之間不需要有差別時，往往用作ɑ的替代符。                                                                |
| ɑ         | 在印刷時，當a和ɑ之間不需要有差別時，往往用作a的替代符。                                                                |
| ʃ ʒ t͡ʃ d͡ʒ | 分別為ɕ、ʑ、t͡ɕ和d͡ʑ，尤其是在部分日本學家和朝鮮半島學家中。                                                             |
| ɲ         | 漢學家、日本學家和朝鮮半島學家都將這個符號用作齦腭鼻音的字符（[ɲ̟] or [n̠ʲ]）。漢學家也會用[ȵ]，一個非官方國際音標符號。 |
| l         | 在韓語音系中，這個符號使用一個音位符號，範圍覆蓋舌冠邊近音和r音的語音變體。這個音位在韓語正寫法下以諺文輔音「」 表達。 |
| ʎ         | 朝鮮半島學家和有時候的漢學家將這個符號用作齦腭邊近音符號 （[ʎ̟] or [l̠ʲ])）。漢學家也會用[ȴ]，一個非官方國際音標符號。   |

## 參看
- 國際音標歷史